# Cacopsylla difficilis
Cacopsylla difficilis — вид клопів родини Листоблішки (Psyllidae). Вид живиться рослинним соком на деревах роду Cercocarpus з родини розових (Rosaceae). Поширена листоблішка на заході США. Самиці більші за самців, завдовжки 3-4 мм.